# 高平镇 (越南)
高平镇（越南语：／）是越南古代的一個政区，主要位於今天高平省。

## 沿革
黎圣宗时，划分全国为十三承宣。太原承宣下辖有高平府。莫朝灭亡后，莫敬用、莫敬宽父子据守高平府上琅州、下琅州、石林州、广渊州4州之地。
永治二年（1677年），后黎朝占领高平，设高平镇（即高平处），下辖高平府上琅州、下琅州、石林州、广渊州1府4州。
西山朝光中二年（1789年），避阮光平讳，改高平为高凭。
阮朝嘉隆元年（1802年），阮福映消灭西山，统一越南，高凭改回高平，仍辖高平府1府4州。
明命七年（1826年），改高平府为重庆府。
明命十二年（1831年），越南分设省辖，改高平镇为高平省。